# Pierre Patrix
 (mars 2015).

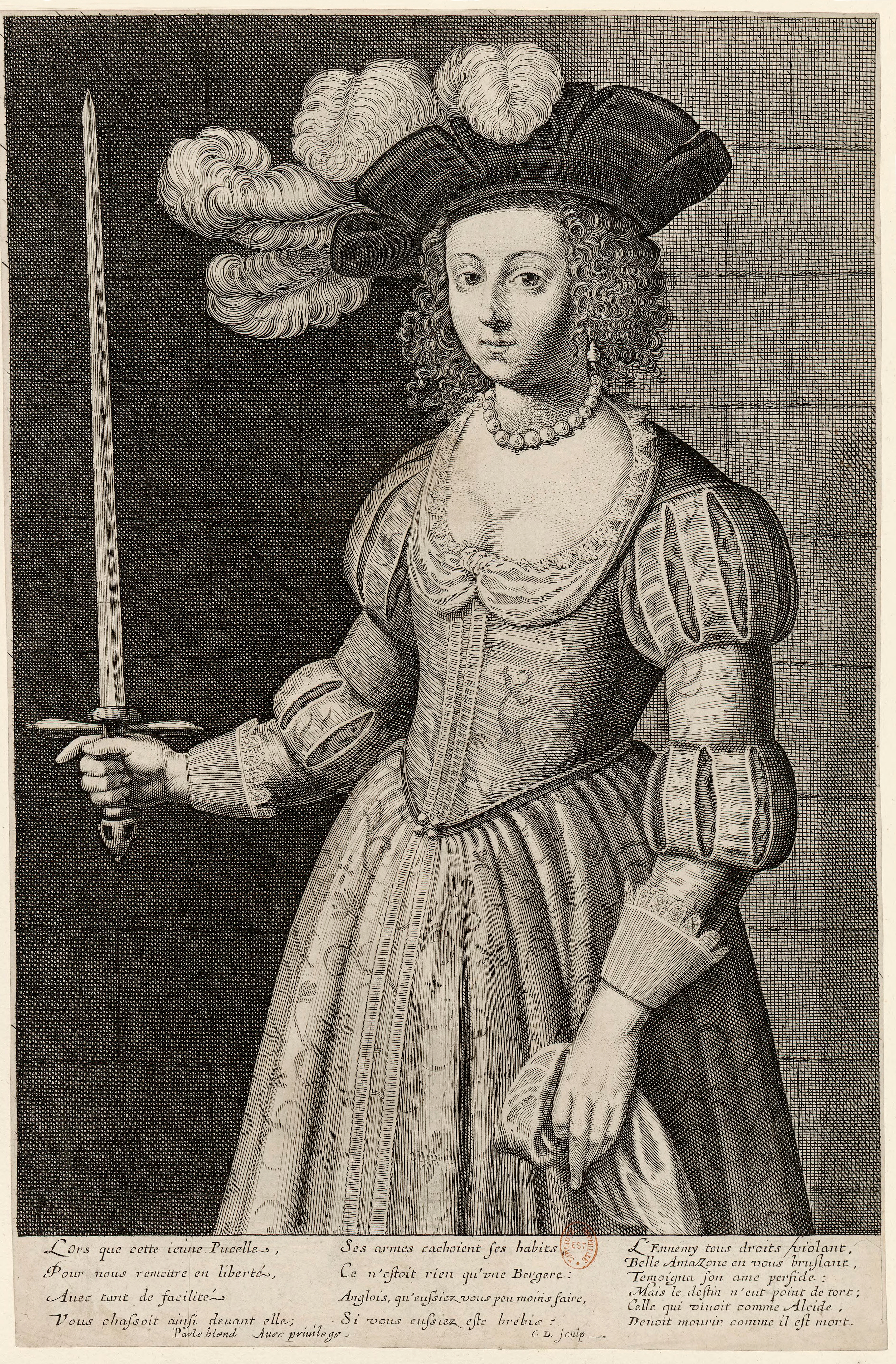
Gravure de Charles David représentant Jeanne d'Arc, vers 1630, avec un texte repris de Pierre Patrix.

Pierre Patrix, aussi écrit Pierre Patris,, seigneur de Sainte-Marie, gentilhomme normand, né en 1583 à Caen et mort le 6 octobre 1671 à Paris, est un poète français.

## Biographie
Gentilhomme de Normandie, Patrix était le fils de Claude Patrix, conseiller au bailliage de cette ville et de Marguerite de Bourgueville, petite-fille de Charles de Bourgueville. Son grand-père, Étienne Patrix, était un Provençal originaire de Beaucaire qui, s’étant trouvé à Caen en l’année 1521, lorsque le Parlement de Rouen envoya des députés de son corps, pour en réformer l’Université, fut choisi par eux, quoiqu’il n’eût encore que la qualité de licencié ès lois, pour y être professeur en droit civil, et quelque temps après, il fut conseiller au même Parlement et régent de l’Université.
Destiné au barreau par son père, Patrix fut élevé dans l’étude des lois et soutint ses thèses devant la Faculté de Droit de Caen, le 19 août 1608, mais son gout particulier ne lui permit pas de s’y arrêter et il se dégouta bientôt du droit. Doué d’un caractère vif, enjoué et indépendant, il préféra conserver son indépendance, se livrant tout entier aux plaisirs dans sa patrie, qui fleurissait alors en politesse et en enjouement, et dont les délices l’y retinrent jusqu’à l’âge de quarante ans.
Il avait déjà atteint sa quarantième année, lorsque, se voyant peu favorisé de la fortune, il la quitta avec assez peu de bien, pour entrer au service de Gaston de France, duc d’Orléans, frère de Louis XIII, en qualité de premier maréchal-des-logis. Comme la cour brillante et joyeuse de ce prince, qui se tenait à Blois, surpassait celle du roi son frère en politesse, en agrément, et en bon gout, Patrix eut l’occasion d’y briller par l’aménité et la délicatesse de son esprit. Patrix avait le grade de Grand Vicaire dans le « Grand Conseil de Vauriennerie » que Monsieur avait institué. Ce fut aussi là qu’il entra en société avec les Voiture, les Segrais, les Chaudebonne, les Rivière, et les Belot, et qu’il acquit une estime universelle, non seulement par les talents de son esprit, mais encore par sa probité, et sa fidélité. Il a composé plusieurs poésies galantes et même licencieuses. Il a fait des vers destinés à des airs dont plusieurs ont été publiés en 1661 par Bénigne de Bacilly dans « Recueil de chansons et airs de cour pour se divertir agréablement »,. Ce fut aussi lui qui cacha Pascal dans sa maison, au moment de la publication des premières Les Provinciales.
II suivit constamment la fortune de son maître et, après la mort du duc d’Orléans, en 1660, Patrix s’attacha à celle de sa veuve, Marguerite de Lorraine, dont il fut premier écuyer. Cependant ses longs et fidèles services auprès d’un maitre qui l’affectionnait et qui l’estimait ne lui valurent en tout que le gouvernement du comté et château de Limours, Montlhéry, avec un logement dans le palais d’Orléans et quelque pension qui n’était pas fort considérable. Comme un grand seigneur travaillait à faire donner ce gouvernement à une de ses créatures, Patrix lui fit signifier les commandements divins, parmi lesquels se trouve « le bien d’autrui tu ne prendras. »
Patrix avait un esprit, très naturel et infiniment agréable et avec son accent normand, dont il ne put jamais défaire et une niaiserie affectée, qu’il avait apportée de Caen où elle était fort familière, il était d’une conversation brillante, ce qui ne contribua pas peu sans doute à sa réputation. On a dit de Voiture qu’il avait l’extérieur niais, et Huet assura avoir souvent entendu dire à Patrix, que c’était lui qui avait appris la niaiserie à Voiture.
II était fort réputé pour ses bons mots, dont plusieurs ont été conservés : lorsqu’il se trouvait dans des réunions où l’on parlait de sciences, il avait coutume de dire à ceux qui étaient auprès de lui, qu’il allait goûter de leur vin. 
On a de Patrix La Miséricorde de Dieu sur la conduite d’un pécheur pénitent, avec quelques autres pieces chrestiennes, le tout composé et mis en lumiere par luy-mesme, en réparation du passé, etc. recueil dédié au duc d’Orléans. « Ce recueil, a dit Huet, mérite d’être conservé pour sa singularité ; car encore que les vers soient sort négligés, languissants, sentant le terroir Normand et le déclin de l’âge, l’on y voit néanmoins briller cet esprit original d’où ils sont partis, et l’on y reconnait un cœur touché d’une piété sincère. » Quelques-unes des chansons et autres poésies de Patrix ont été conservées dans le tome quatrième du Recueil de Barbin, et l’on trouve du même poète deux pièces sur la Pucelle d’Orléans, dans un Recueil d’inscriptions et vers, sur ce sujet, imprimé à Paris en 1628, in-4°.
Ami et compatriote de Malherbe, Patrix avait bien fait, dans sa jeunesse, plusieurs pièces galantes, et quelques-unes même licencieuses, dont Huet, qui les avait vues, a dit que « Le caractère de ses vers est tout à fait original et presque inimitable, et l’on y trouve un sel d’un gout exquis », mais, à un âge plus avancé, où l’esprit de dévotion prit en lui le dessus, il les fit rechercher exactement et les supprima toutes le plus qu’il pût, pour ne plus faire de vers que sur des sujets de piété.
À l’âge de quatre-vingts ans, il essuya une grande maladie. Un jour ses amis le félicitaient de son rétablissement, et l’invitaient à se lever : « Hélas ! messieurs, leur répondit-il, ce n’est pas la peine de me rhabiller. »

Comme il était sur la fin de sa vie fort occupé de la mort, il fit peu de jours avant la sienne ces vers si célèbres : 
Je songeais cette nuit, que de mal consumé 

Côte à côte d’un pauvre on m’avait inhumé ; 

Mais ne pouvant souffrir ce fâcheux voisinage.

En mort de qualité, je lui tins ce langage.

Retire toi, Coquin, va pourrir loin d’ici,

Il ne t’appartient pas de m’approcher ainsi.

Coquin! ce m’a-t-il dit, d’une arrogance extrême,

Va chercher tes coquins ailleurs, coquin toi même.

Ici tous sont égaux, je ne te dois plus rien,

Je suis sur mon fumier, comme toi sur le tien.

et son épitaphe : 
Passant, arrête un peu. Sous ces vers que tu lis,

Gisent de leur auteur les os ensevelis.

Au bord de cette tombe et tout près d'y descendre,

Lui-même fit ces vers, pour en couvrir sa cendre.

Devoir triste et funèbre à ses mânes rendu,

Qu'il n'a, comme tu vois, de nul autre attendu.

N'attens pas néanmoins, Passant, qu'il te convie

D'apprendre ses vertus, ny son nom, ny sa vie,

Ce qu'il fut dans le monde ou ce qu'il ne fut pas,

La perte que son siècle a faite de son trépas ;

Ny comme, abandonnant la terre désolée,

Son âme glorieuse au Ciel s'en est allée,

Nouvel astre, augmenter les feux du firmament :

Ridicules discours, jargon de monument !

Hélas ! maudit pécheur, endurci dans son crime,

De cent folles amours l'éternelle victime,

Et l'infâme jouet de mille vanitez,

Il n'eut, de son vivant, point d'autres qualitez.

O qu'heureux mille fois le Ciel l'auroit fait naître,

S'il s'en fut corrigé comme il les sçut connaître !

Passant, va ton chemin, et t'assure aujourd'hui

Que c'est prier pour toy que de prier pour lui.

La Parisien Scarron l’a également mentionné dans ses poésies : 
Et Patrix, 

Quoique Normand, homme de prix.
Jean de La Fontaine a publié, à la veille de la mort de Pierre Patrix, certains poèmes de lui dans son « Recueil de poësies chrétiennes et diverses » publié en 3 volumes, dans le tome 1 où il a donné un avis sur l'auteur et plusieurs poèmes et le poème « À son altesse royale, feu Monseigneur le duc d'Orléans » dans le tome 3.
À sa mort, à l’âge de 88 ans, il fut inhumé dans l’église des religieuses bénédictines du Calvaire, rue de Vaugirard, à Paris, où on trouvait sur son tombeau :
Cy git Maître Pierre de Patris, premier Maréchal des Logis de S.A.R. MONSIEUR, frère unique de feu Roi Louis XIII, d'heureuse mémoire, Capitaine & Gouverneur du Comté & Château de Limours, Montlhéry, & premier Ecuyer de feu son Altesse Royale Madame Douairière, lequel est décédé au Palais d'Orléans, le 6 octobre 1671, âgé de 88 ans.

## Pour approfondir